# Nisbet House

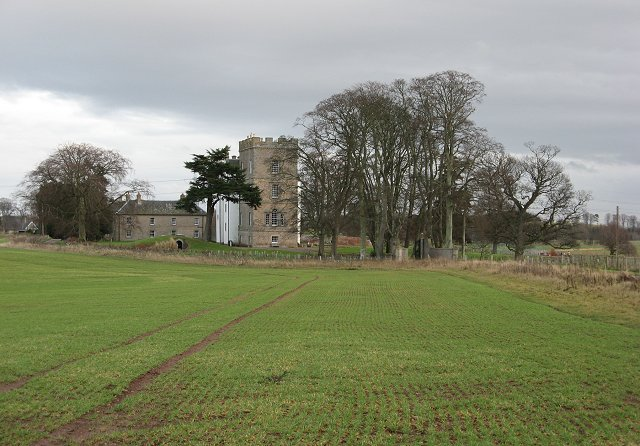
Casa Nisbet, casa-torre do século XVII, recentemente renovada.

Nisbet House é uma casa histórica do século XVII localizada em Edrom, Scottish Borders, Escócia.

## História
A casa foi erigida no reinado de Carlos I, provavelmente por volta de 1630. e diz-se que o antigo castelo foi demolido.
Uma ampliação de 1774, consistiu numa ala retangular com 11 metros por 9 metros.
A família Carre sucedeu aos Nisbet, uma pedra tumular existente está datada de 1667 dedicada a John Carre de West Nisbet.
Encontra-se classificado na categoria "A" do "listed building" desde 9 de junho de 1971.